# Caricea okinawensis
Caricea okinawensis är en tvåvingeart som beskrevs av Shinonaga 2003. Caricea okinawensis ingår i släktet Caricea och familjen husflugor. Inga underarter finns listade i Catalogue of Life.